# Kanaryna
Kanaryna (Canarina L.) – rodzaj roślin z rodziny dzwonkowatych. Obejmuje trzy gatunki. Współczesny zasięg rodzaju jest rozerwany – jeden gatunek C. canariensis rośnie na Wyspach Kanaryjskich, a pozostałe dwa w górach wschodniej Afryki od Etiopii po Tanzanię i Malawi. Taka przerwa w zasięgu jest dowodem na panowanie w przeszłości zupełnie odmiennego klimatu i roślinności w pustynnej obecnie Afryce Północnej. Rośliny te rosną w cienistych i wilgotnych lasach oraz w zaroślach z wrzoścem drzewiastym, często w towarzystwie orlicy i jeżyn. Rosną w ziemi i jako epifity. Kwiaty zapylane są przez duże pszczoły i ptaki (w Afryce wschodniej są to nektarniki, których jednak brak na Wyspach Kanaryjskich, ale tam kwiaty odwiedzają ptaki owadożerne, głównie sikory).
C. canariensis jest gatunkiem uprawianym w krajach o łagodnym klimacie. Walorem są efektowne, duże kwiaty w kolorze żółtopomarańczowym z czerwonobrązowymi żyłkami. Wszystkie gatunki mają chętnie spożywane, jadalne owoce.

## Morfologia
PokrójByliny o tęgim korzeniu palowym i nagich, pnących lub zwisających pędach osiągających do 2 m długości. Zawierają sok mleczny.
LiścieNaprzeciwległe lub wyrastające po trzy w okółkach, ogonkowe. Blaszka naga, niebieskozielona, na brzegu zwykle płytko ząbkowana.
KwiatyZwisające, okazałe, nieco mięsiste wyrastają na szczycie pędu lub na szczycie jednego z jego rozwidleń. Kielich składa się z 6 wolnych działek, bez łatek między nimi. Działki mogą być wzniesione, rozpostarte lub odgięte. Korona żółta, pomarańczowa do czerwonej z ciemniejszymi żyłkami, tworzona jest przez 6 płatków, zrośniętych w dzwonkowaty kształt o wolnych i zaostrzonych końcach. Pręcików jest 6, ich nitki są owłosione i rozrośnięte u nasady dla zatrzymywania nektaru. Zalążnia jest dolna, sześciokomorowa, z licznymi zalążkami. Pojedyncza szyjka słupka jest zwieńczona 6 zagiętymi łatkami znamion.
OwoceMięsiste jagody z trwałym kielichem, zawierające liczne nasiona.

## Systematyka
Pozycja systematyczna
Rodzaj w obrębie rodziny dzwonkowatych Campanulaceae klasyfikowany jest do podrodziny Campanuloideae.
Wykaz gatunków
- Canarina abyssinica Engl.
- Canarina canariensis (L.) Vatke
- Canarina eminii Asch. & Schweinf.